# Liste der portugiesischen Botschafter in Rumänien

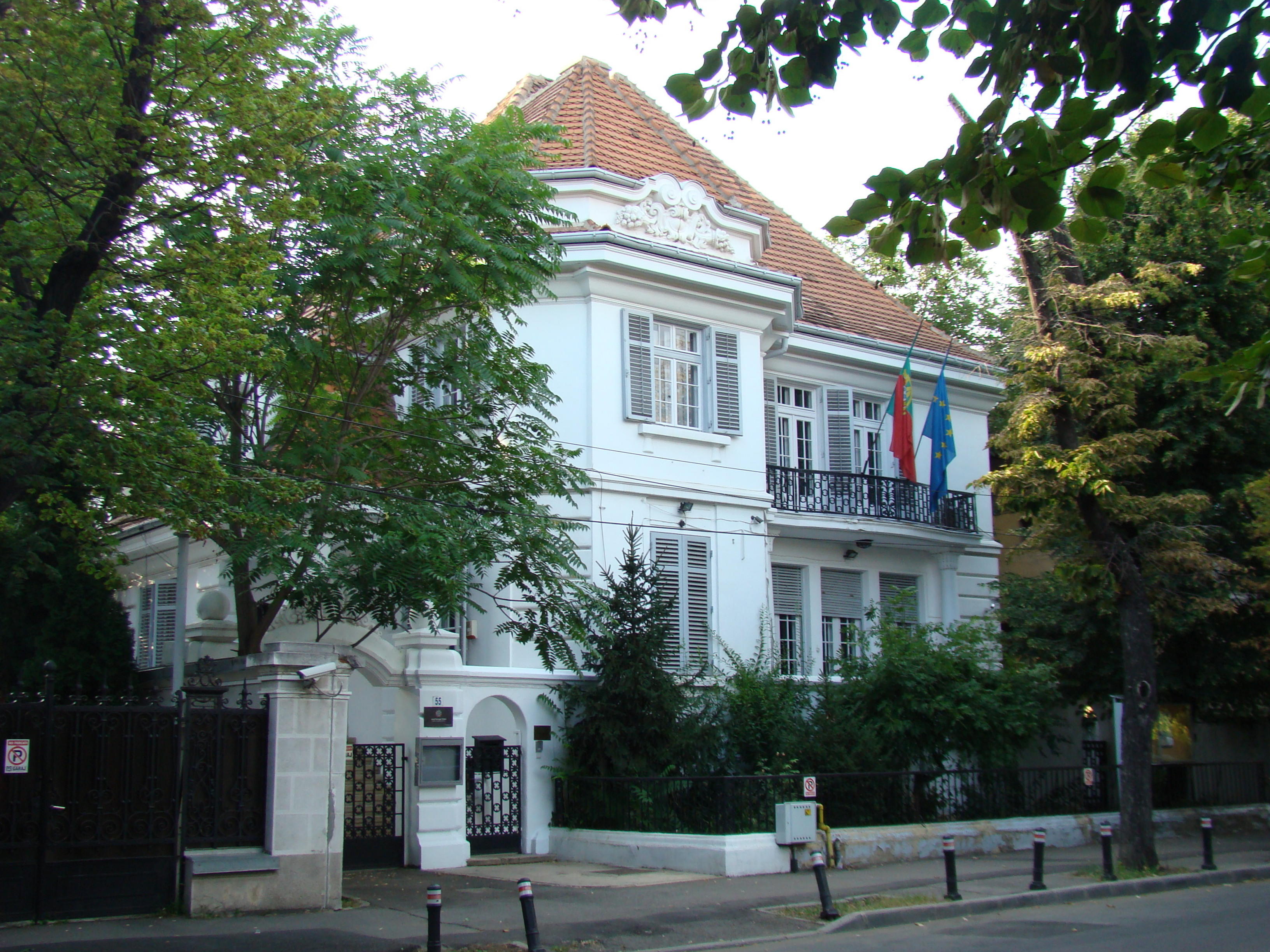
Die Botschaft Portugals in der Str. Paris Nr. 55 in Bukarest

Die Liste der portugiesischen Botschafter in Rumänien listet die Botschafter der Republik Portugal in Rumänien auf. Die beiden Staaten unterhalten seit 1917 direkte diplomatische Beziehungen. Im Jahr 1919 eröffnete Portugal seine Botschaft in der rumänischen Hauptstadt Bukarest.
Die Beziehungen wurden nach Ende des Zweiten Weltkriegs 1945 unterbrochen, nach dem Beitritt Rumäniens zum Ostblock. Erst nach Ende der antikommunistischen Estado Novo-Diktatur nach der Nelkenrevolution in Portugal 1974 wurden sie wieder aufgenommen.

## Missionschefs
| Name                                            | Bild     | Akkreditierungsdatum                | Anmerkungen                                                   |
| Rumänien                                        | Rumänien | Rumänien                            | Rumänien                                                      |
| ----------------------------------------------- | -------- | ----------------------------------- | ------------------------------------------------------------- |
| Martinho Teixeira Homem de Brederode            |          | 17. November 1919 –4. April 1934    | Ministro Plenipotenciário, am 7. Dezember 1919 akkreditiert   |
| Justino de Montalvão Coelho                     |          | 9. April 1934 –8. Juli 1936         | Ministro Plenipotenciário, am 4. Mai 1934 akkreditiert        |
| Fernando Quartin de Oliveira Bastos             |          | 10. November 1937 –14. Oktober 1943 | Ministro Plenipotenciário, am 12. November 1937 akkreditiert  |
| Manuel Farrajota Rocheta                        |          | 15. Oktober 1943 –20. November 1945 | Geschäftsträger                                               |
| Luís de Vasconcelos Pimentel Quartim Bastos     |          | 21. August 1974 –14. Februar 1975   | Geschäftsträger, am 27. August 1974 akkreditiert              |
| António Luís Magalhães de Abreu Novais Machado  |          | 14. Februar 1975 –10. August 1979   | Botschafter, am 21. Februar 1975 akkreditiert                 |
| Sérgio Alexandre Aires Trindade Sacadura Cabral |          | 19. September 1979 –14. April 1984  | Botschafter, am 5. Oktober 1979 akkreditiert                  |
| Luís Vasconcelos Pimentel Quartim Bastos        |          | 25. April 1984 –März 1989           | Botschafter, am 2. Mai 1984 akkreditiert                      |
| Carlos Macieira Ary dos Santos                  |          | 1989                                | Botschafter (nicht anwesend), am 20. August 1989 akkreditiert |
| Constantino Ribeiro Vaz                         |          | 1993– 21. Februar 1997              | Botschafter, am 18. Februar 1993 akkreditiert                 |
| José Augusto Baptista Lopes e Seabra            |          | 17. April 1997 –1. Februar 2001     | Botschafter, am 13. Mai 1997 akkreditiert                     |
| Zózimo Justo da Silva                           |          | 12. Februar 2001 –1. April 2005     | Botschafter                                                   |
| Beatriz Moreira                                 |          | 2. April 2002 –17. November 2005    | Übergangs-Geschäftsträgerin                                   |
| Alexandre Maria Lindim Vassalo                  |          | 18. November 2005 –2. Januar 2011   | Botschafter                                                   |
| António Chambers de Antas de Campos             |          | 17. Januar 2011 –20. September 2012 | Botschafter, am 18. Januar 2011 akkreditiert                  |
| João Bernardo de Oliveira Martins Weinstein     |          | 2013– 8. August 2017                | Botschafter, am 13. November 2013 akkreditiert                |
| Fernando Manuel de Jesus Teles Fazendeiro       |          | seit 2017                           | Botschafter, am 5. Oktober 2017 akkreditiert                  |